# Jean-Natalis-François Gonindard
Jean-Natalis-François Gonindard (Perreux, 1º gennaio 1838 – Rennes, 17 maggio 1893) è stato un arcivescovo cattolico francese.

## Biografia
Dopo aver studiato al seminario minore di Montbrison, entrò nel 1857 nel noviziato della congregazione di Saint-Irénée a Lione. Ordinato sacerdote per la diocesi di Lione il 21 dicembre 1861, fu direttore dell'istituzione dei certosini di Lione nel 1871. Il 10 maggio 1885 fu consacrato vescovo di Verdun a Lione. Nominato con decreto del 17 maggio 1887 coadiutore del cardinale Charles-Philippe Place, arcivescovo di Rennes, il papa gli assegnò la sede titolare di Sebastea. Molto amato dai fedeli dell'arcidiocesi, divenne arcivescovo metropolita di Rennes il 5 marzo 1893 ma morì prontamente il 17 maggio successivo, nella stazione di Rennes, di ritorno da un viaggio a Combourg. Gli succedette Guillaume-Marie-Joseph Labouré.

## Genealogia episcopale
La genealogia episcopale è:
- Cardinale Scipione Rebiba
- Cardinale Giulio Antonio Santori
- Cardinale Girolamo Bernerio, O.P.
- Arcivescovo Galeazzo Sanvitale
- Cardinale Ludovico Ludovisi
- Cardinale Luigi Caetani
- Cardinale Ulderico Carpegna
- Cardinale Paluzzo Paluzzi Altieri degli Albertoni
- Papa Benedetto XIII
- Papa Benedetto XIV
- Cardinale Enrico Enriquez
- Arcivescovo Manuel Quintano Bonifaz
- Cardinale Buenaventura Córdoba Espinosa de la Cerda
- Cardinale Giuseppe Maria Doria Pamphilj
- Papa Pio VIII
- Papa Pio IX
- Cardinale Charles-Philippe Place
- Arcivescovo Jean-Natalis-François Gonindard